# Пам'ятний хрест до 50-річчя смерті Тараса Шевченка
Пам'ятний хрест до 50-річчя смерті Тараса Шевченка — пам'ятник українському поетові Тарасові Григоровичу Шевченку в селі Бурдяківці Борщівського району на Тернопільщині.
Пам'ятка монументального мистецтва місцевого значення, охоронний номер 103.
Пам'ятний хрест із каменя висотою 3 м встановлений у 1911 році. Це один із перших пам'ятників Тарасові Шевченку в Галичині, автором якого є архітектор Олександр Лушпинський з Буцнева Тернопільського району.
Пам'ятник у вигляді хреста на прямокутному постаменті виготовили місцеві умільці з каменю і встановили біля школи. У верхній частині пам'ятника — барельєф Кобзаря, а з боків постамента — цитати з поезій Тараса Шевченка та Сидора Воробкевича.